# Charnizay
Charnizay é uma comuna francesa na região administrativa do Centro, no departamento Indre-et-Loire. Estende-se por uma área de 50,64 km². Em 2010 a comuna tinha 517 habitantes (densidade: 10,2 hab./km²).